# Kazuyoshi Funaki
Pour les articles homonymes, voir Funaki.
Kazuyoshi Funaki (船木 和喜, Funaki Kazuyoshi), né le 27 avril 1975 à Yoichi, est un sauteur à ski japonais.
Le 23 juin 2001, à l'occasion de la célébration de la « Journée Olympique », le président du CIO, Juan Antonio Samaranch lui a remis l’Ordre Olympique, au musée Olympique de Lausanne. Il est double champion olympique en 1998 à Nagano, en individuel grand tremplin et par équipes, ainsi que champion du monde sur le petit tremplin en 1999. Dans la Coupe du monde, il totalise quinze succès entre 1995 et 2005.
Il est le seul sauteur à avoir reçu la note parfaite de 20/20 pour ses sauts à plusieurs reprises et est connu pour son style particulier, plaçant son corps plus à plat entre les skis que ses adversaires.

## Biographie
Il est né dans la même localité que le premier champion olympique japonais de saut à ski Yukio Kasaya en 1972 à Sapporo, qui devient aussi son modèle.
Il commence à sauter à l'âge de onze ans.
Funaki s'élance pour la première fois dans la Coupe du monde devant le public japonais de Sapporo en décembre 1992. Deux ans plus tard, il dispute son deuxième concours à ce niveau, sur le tremplin normal de Planica, où il s'octroie son premier succès. Ensuite, sur la Tournée des quatre tremplins, il s'impose sur la troisième manche à Innsbruck, qui le met en pole position, avant l'ultime étape à Bischofshofen, où il effectue le plus long saut, malheureusement mal réceptionné, ce qui lui fait perdre la victoire finale au profit de l'Autrichien Andreas Goldberger. Il obtient d'autres bons résultats cet hiver avec d'autres podiums en Coupe du monde et une cinquième place aux Championnats du monde à Thunder Bay sur le grand tremplin. Il se classe de sa première saison complète dans la Coupe du monde. L'hiver suivant est décevant pour lui, ne réussissant au mieux que septième comme résultat. Dès 1996-1997, il revient aux avant-postes, signant un total de quatre victoires sur les tremplins de Harrachov, Innsbruck (4 tremplins), Kuopio et Holmenkollen (sur la Tournée nordique). Il est aussi vice-champion du monde par équipes à Trondheim. Il atteint le graal de son sport en 1998, remportant la Tournée des quatre tremplins, soit le premier japonais à réaliser cette performance, et ce grâce à trois victoires d'étape. Il continue sur cette lancée, devenant champion du monde de vol à ski, à Oberstdorf, où gagne dans la même discipline le concours de Coupe du monde. Il prend part alors aux Jeux olympiques devant le public japonais de Nagano et ne déçoit pas, malgré la pression, puisqu'il prend la médaille d'argent au petit tremplin à un point du Finlandais Jani Soininen, avant de prendre sa revanche sur ce même Soininen avec une marge de douze points sur le grand tremplin, grâce notamment à une note parfaite de style, pour la première fois attribuée aux Jeux olympiques, remportant le titre olympique. Sur la compétition par équipes, en compagnie de Takanobu Okabe, Hiroya Saito et Masahiko Harada, il décroche sa deuxième médaille d'or. Il moins réussite ensuite dans les épreuves restantes de la Coupe du monde, devant attendre l'avant-dernière compétition, qui est disputée à Planica, pour retrouver le podium et la victoire. Il est devancé au classement général ainsi par le Slovène Primoz Peterka et établit avec cette deuxième place son meilleur classement dans la Coupe du monde.
Aux Championnats du monde 1999, à Ramsau, il ajoute une ligne importante sur son palmarès, le titre mondial obtenu sur le tremplin normal, étant aussi médaillé d'argent par équipes. Il gagne une troisième médaille d'argent par équipes en 2003 à Val di Fiemme. En 1999, il est le plus prolifique en termes de podiums, cumulant 15 place dans le top 3, dont trois victoires, à Engelberg, Sapporo, au Japon et Lahti.
Il obtient par la suite des résultats moins réguliers, retrouvant le podium en fin d'année 2001 à Kuopio. En 2002, il concourt à ses deuxièmes jeux olympiques à Salt Lake City, où il est neuvième au petit tremplin, septième au grand tremplin et cinquième par équipes. Il y porte le drapeau olympique à la cérémonie d'ouverture.
En 2005, alors qu'il est en panne de résultat (30e de la Coupe du monde), il ajoute un 38e podium et une quinzième victoire à l'occasion devant ses supporters à Sapporo, où le second saut est annulé pour cause de neige. Il revient à ce niveau en 2009 pour son unique apparition de la saison à Sapporo, se classant 19e. En 2011, il est seizième au même lieu et gagne deux médailles aux Jeux asiatiques à Almaty, en argent au grand tremplin et en or par équipes. Dans les années 2010, il prend part sporadiquement à des compétitions de la FIS à Sapporo, où il a pris base. Il aussi vécu en Slovénie.
Différent avec son style de saut (plus à plat), il diverge également du système traditionnel japonais, où les sauteurs représentent des entreprises qui les supporte financièrement, tandis que Funaki devient entrepreneur.

## Palmarès

### Jeux olympiques d'hiver
| Épreuve / Édition | Épreuve / Édition | Nagano 1998 | Salt Lake City 2002 |
| Petit tremplin    | Petit tremplin    | Argent      | 9e                  |
| Grand tremplin    | Grand tremplin    | Or          | 7e                  |
| Par équipes       | Par équipes       | Or          | 5e                  |

### Championnats du monde
| Épreuve / Édition | Épreuve / Édition | Thunder Bay 1995 | Trondheim 1997 | Ramsau 1999 | Lahti 2001 | Val di Fiemme 2003 |
| Petit tremplin    | Petit tremplin    | 38e              | 4e             | Or          | 32e        | 15e                |
| Grand tremplin    | Grand tremplin    | 5e               | 10e            | 5e          |            | 16e                |
| Par équipes       | Par équipes       |                  | Argent         | Argent      |            | Argent             |

### Championnats du monde de vol à ski
| Épreuve / Édition | Kulm 1996 | Oberstdorf 1998 | Vikersund 2000 | Harrachov 2002 |
| Individuel        | 20e       | Or              | 7e             | 23e            |

### Coupe du monde
- Meilleur classement général : 2e en 1998.
- Vainqueur de la Tournée des quatre tremplins en 1997-1998.
- 38 podiums individuels : 15 victoires, 12 deuxièmes places et 11 troisièmes places.
- 7 podium en épreuve par équipes : 2 victoires, 2 deuxièmes places et 3 troisièmes places.

#### Liste des victoires
| Année | Lieu |
| 1995  | Planica (Slovénie), Innsbruck (Autriche)                                                                |
| 1997  | Harrachov (République tchèque), Innsbruck (Autriche), Kuopio (Finlande), Oslo (Norvège)                 |
| 1998  | Oberstdorf x2 (Allemagne), Garmisch-Partenkirchen (Allemagne), Innsbruck (Autriche), Planica (Slovénie) |
| 1999  | Engelberg (Suisse), Sapporo (Japon), Lahti (Finlande)                                                   |
| 2005  | Sapporo (Japon)                                                                                         |

#### Classements généraux
| Compet'/Année | Compet'/Année | Classement général | Classement général |
| ------------- | ------------- | ------------------ | ------------------ |
| Compet'/Année | Compet'/Année | Class.             | Points             |
| 1995          | 1995          | 4e                 | 843                |
| 1996          | 1996          | 33e                | 151                |
| 1997          | 1997          | 3e                 | 1018               |
| 1998          | 1998          | 2e                 | 1234               |
| 1999          | 1999          | 4e                 | 1589               |
| 2000          | 2000          | 14e                | 475                |
| 2001          | 2001          | 30e                | 144                |
| 2002          | 2002          | 11e                | 460                |
| 2003          | 2003          | 30e                | 185                |
| 2004          | 2004          | 40e                | 71                 |
| 2005          | 2005          | 30e                | 133                |
| 2009          | 2009          | 63e                | 12                 |
| 2011          | 2011          | 58e                | 15                 |

### Grand Prix
Il est deuxième du Grand Prix en 1995. Il gagne deux concours, un en 1995 et un en 1998.

## Distinction
Il a reçu la Médaille Holmenkollen en 1999.